# Луи I Лотарингский
Людовик (Луи) Лотарингский (21 октября 1527, Жуанвиль — 29 марта 1578, Париж) — французский церковный и государственный деятель, епископ Труа (1545—1550), Альби (1550—1561), архиепископ Санса (1561—1562), князь-епископ Меца (1568—1578), кардинал (с 1553 года).

## Биография
Четвёртый сын Клода Лотарингского (1496—1550), первого герцога де Гиза (1528—1550), и Антуанетты де Бурбон (1493—1583), младший брат герцога Франсуа де Гиз, Шарля де Гиза, кардинала Лотарингского, Марии де Гиз, супруги короля Шотландии Якова V Стюарта. Племянник кардинала Жана Лотарингского. Иногда известен как кардинал де Гиз.
11 мая 1545 года 18-летний принц Луи де Гиз получил сан епископа Труа. 27 июня 1550 года он был переведен на епископство в Альби. 22 декабря 1553 года папа римский Юлий III пожаловал ему кардинальский сан.
9 мая 1561 года Луи Лотарингский был назначен архиепископом Санским, но уже в 1562 году отказался от этой должности в пользу кардинала Николя де Пеллеве. 5 октября 1568 года он был назначен князем-епископом Мецским.
13 февраля 1575 года епископ мецский Людовик Лотарингский короновал короля Франции Генриха III Валуа в Реймсе.
В отличие от своего старшего брата Карла де Гиза, он, похоже, не играл ведущую роль в интригах своей семьи. На его внебрачной дочери Анне д’Арне женился Карл фон Яновиц в 1572 году.
Его племянник Луи II Лотарингский стал кардиналом в 1578 году. Его внучатым племянником был Луи III Лотарингский — кардинал де Гиз и архиепископ Реймский. Луи Лотарингский был дядей Марии Стюарт, королевы Шотландии.